# (7942) 1991 OK1
(7942) 1991 OK1 là một tiểu hành tinh vành đai chính. Nó được phát hiện bởi Henri Debehogne ở Đài thiên văn La Silla ở Chile ngày 18 tháng 7 năm 1991.